# D.C.5 〜ダ・カーポ5〜
『D.C.5 〜ダ・カーポ5〜』（ダ・カーポ ファイブ）は、2023年1月27日にCIRCUS NORTHERNから発売された恋愛アドベンチャーゲーム。『D.C. 〜ダ・カーポ〜シリーズ』のナンバリング5作目の作品であり、家庭用ゲーム機への移植版や、アダルトゲーム版も発売されている。
また、2024年1月26日には続編である『D.C.5 Future Link ～ダ・カーポ5～ フューチャーリンク』が発売され、こちらもアダルトゲーム版が発売された。

## 歴史
2023年
- 1月27日、『D.C.5 ～ダ・カーポ5～』(PC)発売。
- 12月21日、 『D.C.5 ～ダ・カーポ5～』(PS4/Switch) 発売。

2024年
- 1月26日、『D.C.5 Future Link ～ダ・カーポ5～ フューチャーリンク』(PC)発売。
- 9月27日、『D.C.5 ～ダ・カーポ5～』のアダルトゲーム版にあたる『D.C.5 Plus Happiness ～ダ・カーポ5～プラスハピネス』(PC)発売。

2025年
- 3月28日、『D.C.5 Future Link ～ダ・カーポ5～ フューチャーリンク』のアダルトゲーム版にあたる『D.C.5 Sweet Happiness ～ダ・カーポ5～スイートハピネス』(PC)発売。

## 登場人物
本作のメインキャラは可子を除いてそれぞれ事情で生来とは別の名前を名乗っている。
常坂家とその親類に関してはそれぞれの家の魔法を継承した時点で別の名前を与えられるという家訓によるもの。そのため、あくまで家内のみのルールで対外的には変わらない。
玖星 創眞（くじょう そうま）
声：杉田智和
本作の主人公。香々見学園付属の3年1組。歴代主人公に輪をかけてバカ騒ぎが好きで杉並や悠斗とバカ騒ぎを起こす3バカの一人として有名になっている。常坂家の分家筋で、玖星の魔法であるナギの魔法を継承している。膨大な魔力を持っているが、その分細かい調整やマナの感知を苦手とする。手先も不器用で魔具の制作も下手。そのため、魔力を使う際は基本的に誰かの使う魔法の魔力不足を補う魔力タンクの役になるか、逆に誰かに制御してもらう必要がある。
6年前に起きた「黒夢」と呼ばれるマナの暴走現象が心臓を侵食しており、雪那の時遡の魔法によって命を繋いでいる。マナの感知が下手になっているのもこれに由来する。なお、『D.C.I』〜『D.C.III』における最大の象徴だった「枯れない桜」からも「黒夢」と似た気配を感じるらしい。
もう一つの名前は元。前作主人公・一登の祖父の若かりし頃で、『D.C.4』では海外へ出かけたまま行方不明とされていたが存命と思われる描写がある。雪那から時遡の魔法を継承して以降は「常坂創眞」と名乗る。一登が持っていた懐中時計は彼の作であり、瑞花に渡した物が有里咲を通じて一登の手に渡っている。また、サクラの国を訪れ、初音島でリッカ、風見鶏でシャルルとも会ったことがある。さらにFLでは純一らしき人物と知り合いだったことも新たに分かっている。
桜来 瑞花（さくらぎ みずは）
声：加隈亜衣
創眞と愛乃亜が水鏡湖で修行中、突如光と共に落下してきた少女。記憶喪失で、自分の名前も覚えていなかったため、創眞から水鏡湖に咲いた桜にちなんで名づけられ、常坂家別邸に居候する。その後、杉並の伝手で香々見学園付属の3年1組に編入。
正体はサクラの国出身の世界のマナバランスを保つ魔法使いで、1000年以上の時を生きている。
本名は鷺澤由岐子。前作のヒロインの一人有里咲の祖母とされていたが、姿と認識を魔法で阻害させており、実際には有里咲の母である。初音島にある鷺澤の家が本家で、由岐子は分家筋にあたる。由岐子自身は本家の人間との軋轢への考慮と水鏡湖が近いので都合がよいという理由でミズの国における香々見島にあたる瑪瑙島で一人暮らしをしている。また、姿を消す際に有里咲には病死したと伝えられているが、『D.C.4』の時代でも本作の姿同様のまま存命である。『D.C.4 FD』で愛乃亜が使っていたモノクルは愛乃亜が瑞花に作った眼鏡を元にした通信機器であり、愛乃亜とはこれを通じて世界を越えたやり取りをしている。
FLで有里咲の父が創眞＝元と確定した以上、彼女と創眞が結ばれて有里咲が生まれていないと『D.C.4』のストーリーは成立しないため、基本的に瑞花ルートが正史として進んでいることになる。
八坂 愛乃亜（やさか めのあ）
声：小岩井ことり
『D.C.4 FD』に登場していた謎の魔法使い。香々見学園付属の3年1組。創眞の許嫁だが、香々見島に来た際に親同士が意気投合して勝手に決めたことで本人同士はあまり気にしていない。並行世界を渡り歩く「系統樹の径」は彼女にしか使えない独自の魔法。また、道具に魔力を込める八坂の魔法の継承者で、自ら天才を名乗る通り多機能で高性能な魔具の作成が可能。
6年前に起きた「黒夢」の解決策を別の世界に求めてパス移動を繰り返しており、常に出かけているのはこのため。実際には別世界の創眞から解決策をもらっているのだが、魔法の使用過多による魔力不足の代償で記憶に障害が起き、ただ焦りだけで移動を繰り返している状態になっている。
継承前の名前は亜子。一登の言によれば祖母の名前らしく、正史では創眞(元)と結婚したものと思われる。
常坂 雪那（ときさか ゆきな）
声：石見舞菜香
香々見学園本校2年1組。常坂家本家の当代。本家に住んでいるが、ほぼ別邸で食事しに来る、創眞達の姉のような存在。創眞と可子は「雪姉」と呼ぶ。香々見学園の生徒会長だが、面白い事が大好きで、杉並の怪しいイベント申請も「面白そうだから」で通してしまう。そのためか、杉並にも「生徒会長閣下」と敬意を払われている。魔法使いとしては、時遡の魔法を子供のころに継承するほど愛乃亜にも劣らない天才。
6年前から創眞を侵食している「黒夢」を時遡の魔法で寿命を代償に抑えているため、寿命は尽きかけている。継承前の本名は「せつな」。
白河 灯莉（しらかわ あかり）
香々見学園付属の3年1組。創眞のクラスメイト。白河家のお嬢様で常に物腰柔らかいが、ドジであわてるたびにあやとりで平常心を保つ癖がある。
体調不良による病床のため、香々見学園には後述のあいかが影武者として通っている。あいかをよくからかって楽しむノリが良い性格で、杉並と組ませると一緒に悪だくみしそうと評されている。FLで復学後に面白そうという理由で（半分は創眞が所属していると勘違いしたためだが）非公式報道部に入部した。
他人の怪我や病気を呪いに変換して自身に移す魔法が使える。長らく病床についていたのはこの魔法であいかの母の病気を治した代償である。代償は怪我や病気の程度に比例する。復学までに時間がかかったのは生粋の魔法使いではなく、魔法に対する耐性が低かったためである。この能力に目覚めたのは6年前の「黒夢」の夜以降であり、香々見島以外ではこの能力は使えないため何らかの関係があると思われるが、詳細は分かっていない。なお、あいかの魔法の事を知っているが、灯莉の魔法の事はあいかには話していない。
白河 あいか（しらかわ あいか）
声：関根明良
灯莉の乳姉妹で、灯莉の代わりに香々見学園に通っている。灯莉の事が大好きで、帰宅後は必ずその日あったことを報告している。
本校に進学後、ゆゆから請われて副会長に就任した。
他人の感情が色としてわかるという魔法が使えるが、普段は見ないようにしている。灯莉同様、この能力に目覚めたのは6年前である。

八坂 可子（やさか かこ）
声：古賀葵
香々見学園付属の2年3組。愛乃亜の妹で、愛乃亜の許嫁である創眞の事は「兄さん」と呼んでいる。シリーズ伝統の義妹だが、常坂家別邸の家事は全て可子の担当。小悪魔的で、創眞をからかうことも多い。
愛乃亜の事は名前で呼び捨てにしているが、姉妹の仲はよく、お互いに軽口を叩き合っている。一方で優秀すぎる姉に劣等感を持っており、その影響で一歩引いてしまう部分があるため、家族以外の相手に強く主張する事は苦手。
八坂の魔法は愛乃亜が継承したので香々見島に来る必要はなかったが、愛乃亜についてきた。継承していないので、本作の攻略ヒロインで唯一生来の名をそのまま名乗っている。香々見島に来た頃の友達付き合いがなかったころ、創眞達と天体観測ばかりしていたので今でも天体観測が趣味。学園入学の際も天文部へ入部希望していたが、無かったために自分で設立した。ただし、創眞達3バカがゲリラ紹介していたために入部希望者がいない状態になっている。八坂の魔法は愛乃亜に比べると低いが、制御に優れる量産向きの魔具が作れる。その経験上、アクセサリー製作は校内で製作依頼が殺到するほど人気がある。
杉並（すぎなみ）
声：岸尾だいすけ
香々見学園付属の3年1組。創眞の悪友3バカの一人。歴代の杉並同様の問題児。非公式報道部所属を名乗っているが、天文部の設立にも関わっているため、天文部にも顔を出す。
向島 悠斗（むこうじま はると）
声：岡本信彦
香々見学園付属の3年1組。創眞の悪友3バカの一人。顔はイケメンなのだが、軟派な性格で、極度のシスコンなので残念なイケメンと評されている。その妹は誰も見たことがなく、妄想の産物ではないかとまで疑われている。イベント事では杉並のサポートに回る。
鳴深 芙美乃（なるみ ふみの）
声：遠野ひかる
香々見学園本校2年4組。おっとりした性格で、恋愛小説が好き。生徒会副会長で、雪那とは付属1年の頃からの付き合いのため、彼女の自由すぎる提案にも丁寧に対処できる。
一方で恋愛願望が強く、FLでは女子力アピールのためだけにミスコン出場を承諾し、切実にアピールしていた。
末崎 ゆゆ（まつざき -）
声：田中貴子
香々見学園付属の3年1組で、クラス委員長を務めている。生徒会長である雪那を様づけで呼び、崇拝している。バスケ部の所属でポジションはスモールフォワード。風紀委員的なふるまいもあり、よく杉並を追いかけまわしているが、軽くあしらわれている。
本校進学後、本人の目標通り生徒会長選挙で当選し、生徒会長になった。
示僑 翔太朗（しきょう しょうたろう）
声：日向朔公
香々見学園付属3年1組の担任で専攻は理科。見た目でも名前でもショタ先生と呼ばれている。天文部の顧問だが、8時に寝てしまうほど夜に弱いため、昼間でもほとんど寝ている。頭に常にハムスターを乗せているが、本人は本気か冗談か非常食と言っている。
その正体は可子のぬいぐるみを触媒に、愛乃亜と可子が合同で作り出した自立式の人型魔具であり、大きいと自立式にしづらいという理由から小柄な体格となった。黒夢の対抗策となる想秤の桜に異常がないかを確認するための監視役として、起点となるパスの香々見学園に教師として潜入する。瑞花の認識阻害の魔法により、想秤の桜共々最初からいたように扱われており、役目が終わって消えた後は誰の記憶にも残っていない。
及川 桐吾（おいかわ しょうご）
声：森田則昭
香々見学園学食料理長＆和風喫茶「月見団子」店長。筋骨隆々の男だが女性言葉のいわゆる「おネエ」で、「桐子ネエ」と呼ばないと凄んで訂正させる。30代だが、何か怪しい経歴を持っているらしく、中々男らしい助言をしてくれる。瑞花とは猫好き仲間で、昔飼っていたらしい。また、香々見学園にいた妊娠した猫を保護したことから保護猫活動を始める。
アイシア
『D.C.II』『D.C.III D.D.』に登場。
本作ではグランドED後に見られる後日談に登場。ミズの国から初音島へやって来た一登と有里咲の前に現れた謎の人物の正体であり、シャルルから託された創眞(元)の伝言を伝える役目を担った。
芳乃 シャルル（よしの シャルル） / シャルル・マロース
『D.C.III』に登場。
本作では風見鶏を訪問した創眞を1ヶ月案内した。

## 開発

### シナリオ・セッティング
本作の主人公・創眞はこれまでの主人公とは異なるキャラクターとして設定された。まず従来の主人公は「ちょっとした」または「役に立たない」魔法使いという設定だったのに対し、創眞は修業中の身ながらも、自身の一族の跡継ぎとして設定されており、瑞花との出会いによる変化が成長物語として進行する。「面白い物好き」という部分は従来の主人公と共通している一方、創眞は物語の中の出来事に積極的にかかわるタイプとして設定された。
また、過去作のメインヒロインが主人公の幼馴染だったのに対し、本作では「『新たな出会い』から物語を始めたい」というD林の意向により、主人公が新たに出会う少女がメインヒロインに据えられた
一方、学園の催事や桜の木を物語に組み込む点は従来と同じである。